# Apollophanes margareta
Apollophanes margareta är en spindelart som beskrevs av Lowrie och Willis J. Gertsch 1955. Apollophanes margareta ingår i släktet Apollophanes och familjen snabblöparspindlar. Inga underarter finns listade i Catalogue of Life.